# Allemanche-Launay-et-Soyer

Allemanche-Launay-et-Soyer este o comună în departamentul Marne, Franța. În 2009 avea o populație de 110 de locuitori.